# Cabagan
Cabagan là một đô thị hạng 2 ở tỉnh Isabela. Theo điều tra dân số năm 2007, đô thị này có dân số 43.562 người trong 7.250 hộ.

## Các đơn vị hành chính
Cabagan được chia ra 26 barangay.
| - Aggub - Anao - Angancasilian - Balasig - Cansan - Casibarag Norte - Casibarag Sur - Catabayungan - Cubag - Garita - Luquilu - Mabangug - Magassi | - Ngarag - Pilig Abajo - Pilig Alto - Centro - San Bernardo - San Juan - Saui - Tallag - Ugad - Union - Masipi East - Masipi West - San Antonio |